# Constance Collier
Constance Collier, född 22 januari 1878 i England, död 25 april 1955 i New York, USA, var en brittisk-amerikansk skådespelare. Hon var främst verksam som teaterskådespelare men medverkade också i nära 30 filmer.
Collier har tilldelats en stjärna på Hollywood Walk of Fame.

## Filmografi i urval
- 1935 – Enda beviset
- 1936 – Lille lorden
- 1937 – Förbjuden ingång
- 1937 – Regementets mascot
- 1940 – Susan älskar alla
- 1945 – Kitty
- 1946 – Monsieur Beaucaire
- 1947 – Sensationernas kvinna
- 1948 – Repet
- 1949 – Damen bedyrar